# Kaltan
Kaltan (en russe : Калтан) est une ville de l'oblast de Kemerovo, en Russie. Sa population s'élevait à 21 864 habitants en 2013.

## Géographie
Kaltan est située sur la rivière Kondoma, à 28 km au sud de Novokouznetsk et 216 km au sud-est de Kemerovo.

## Histoire
Kaltan est née en 1946 dans le cadre de la construction d'une centrale thermique. En 1950, Kaltan reçut le statut de commune urbaine et en 1959 le statut de ville.

## Population
Recensements (*) ou estimations de la population
| 1959*  | 1970*  | 1979*  | 1989*  |
| ------ | ------ | ------ | ------ |
| 26 627 | 27 951 | 24 955 | 25 369 |

| 2002*  | 2010*  | 2012   | 2013   |
| ------ | ------ | ------ | ------ |
| 25 951 | 21 892 | 21 933 | 21 864 |